# Antonio Grimaldi (stilista)
Antonio Grimaldi (Nocera Inferiore, 9 marzo 1969) è uno stilista italiano.

## Biografia
Frequenta l'Istituto d'Arte di Salerno, specializzandosi in grafica pubblicitaria. Sin da giovanissimo, apprende le tecniche sartoriali e acquisisce esperienza presso atelier locali.
Trasferitosi a Roma, completa la sua formazione presso l'Accademia Ida Ferri e inizia a lavorare nell'ufficio creativo di Gattinoni, operando a stretto contatto con la fondatrice, Fernanda Gattinoni.
Nel 1996 crea insieme a Sylvio Giardina il marchio "Grimaldi Giardina". La casa di moda presenta le sue collezioni a Roma, durante Altaroma, poi a Parigi, entrando a far parte del calendario ufficiale della settimana dell'alta moda francese. Nel 2006, per celebrare il decimo anniversario, il duo stilistico pubblica un libro che racconta la storia della casa con i contributi di personaggi internazionali, tra cuiFranca Sozzani, Emanuel Ungaro, Diane von Fürstenberg, Beppe Modenese.
Nel 2010 inizia la sua carriera in proprio e crea il marchio Antonio Grimaldi.
Nel 2017 entra a far parte del calendario ufficiale dell'alta moda come membro invitato dalla Fédération de la Haute Couture et de la Mode (FHCM).
I suoi abiti sono caratterizzati da "tagli asimmetrici, linee scultoree che in movimento diventano fluttuanti".
Veste star internazionali come Amanda Lear, Fiorella Mannoia, Emma D'Aquino, Claudia Gerini, Ilary Blasi, Maria Pia Calzone, Moran Atias, Bella Thorne, Felicity Huffman, Holly Hunter, Gwen Stefani, Rosalìa Bellamy Young, Angela Bassett, Amy Lee.
Nel 2016 viene invitato a sfilare a Dubai, Belgrado e a Riyadh; nel 2017 alla settimana della moda di San Pietroburgo. 
Nel 2019 Asia Argento sfila per lui a Parigi e la collaborazione artistica tra la star internazionale e Grimaldi è stata rinnovata a luglio 2020 con la realizzazione del fashion movie “Aelektra”, diretto e interpretato dalla stessa Asia Argento insieme a sua figlia Anna-Lou Castoldiper presentare la nuova collezione.
Nel 2020 riceve il TaoModa Award per la Haute Couture nel Teatro antico di Taormina.
A gennaio 2021 la sua collezione sfila a Roma.